# Hoplolabis latiloba
Hoplolabis latiloba är en tvåvingeart som först beskrevs av Evgenyi Nikolayevich Savchenko 1978.  Hoplolabis latiloba ingår i släktet Hoplolabis och familjen småharkrankar. Inga underarter finns listade i Catalogue of Life.